# HANS

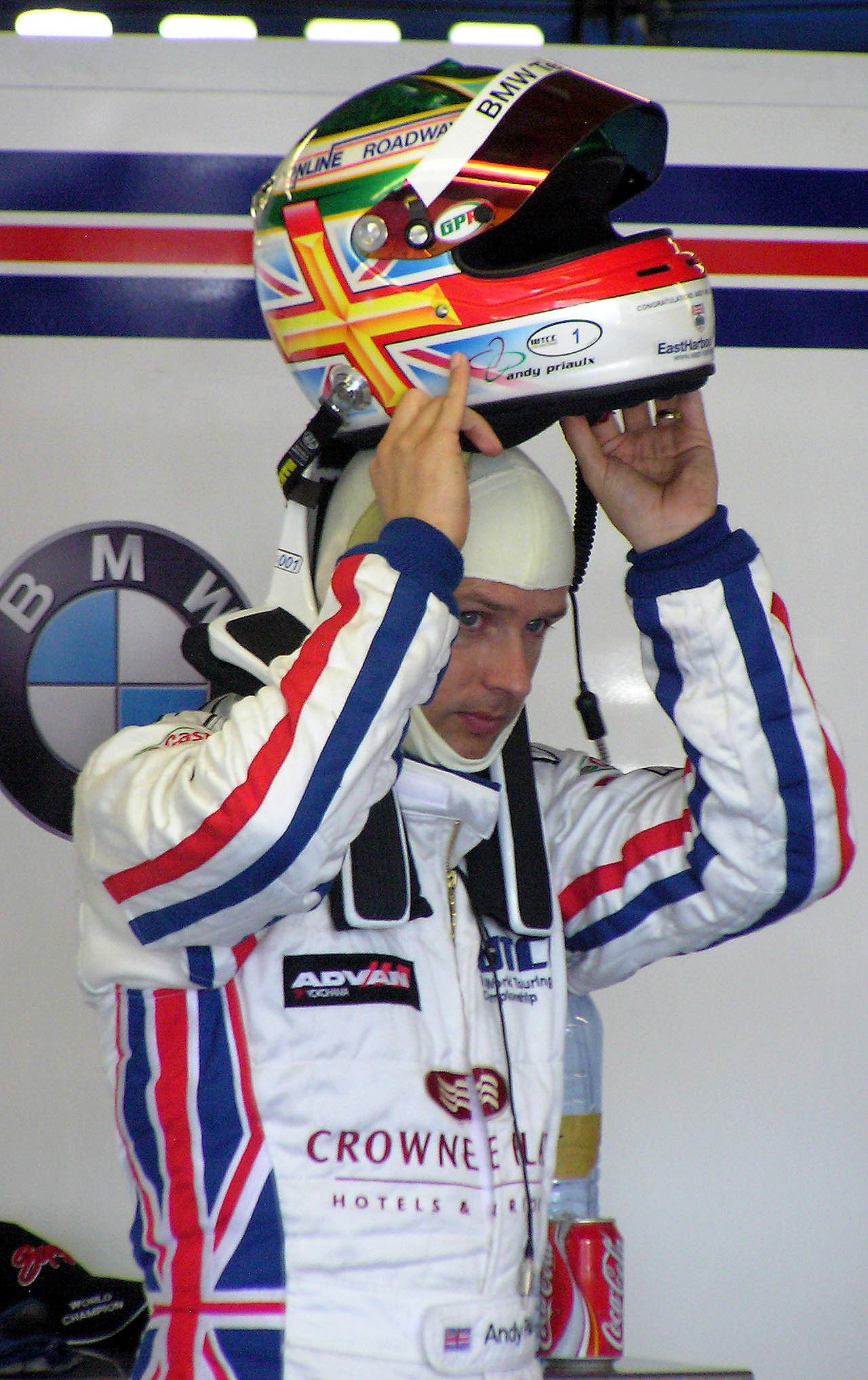
Andy Priaulx si připevňuje HANS

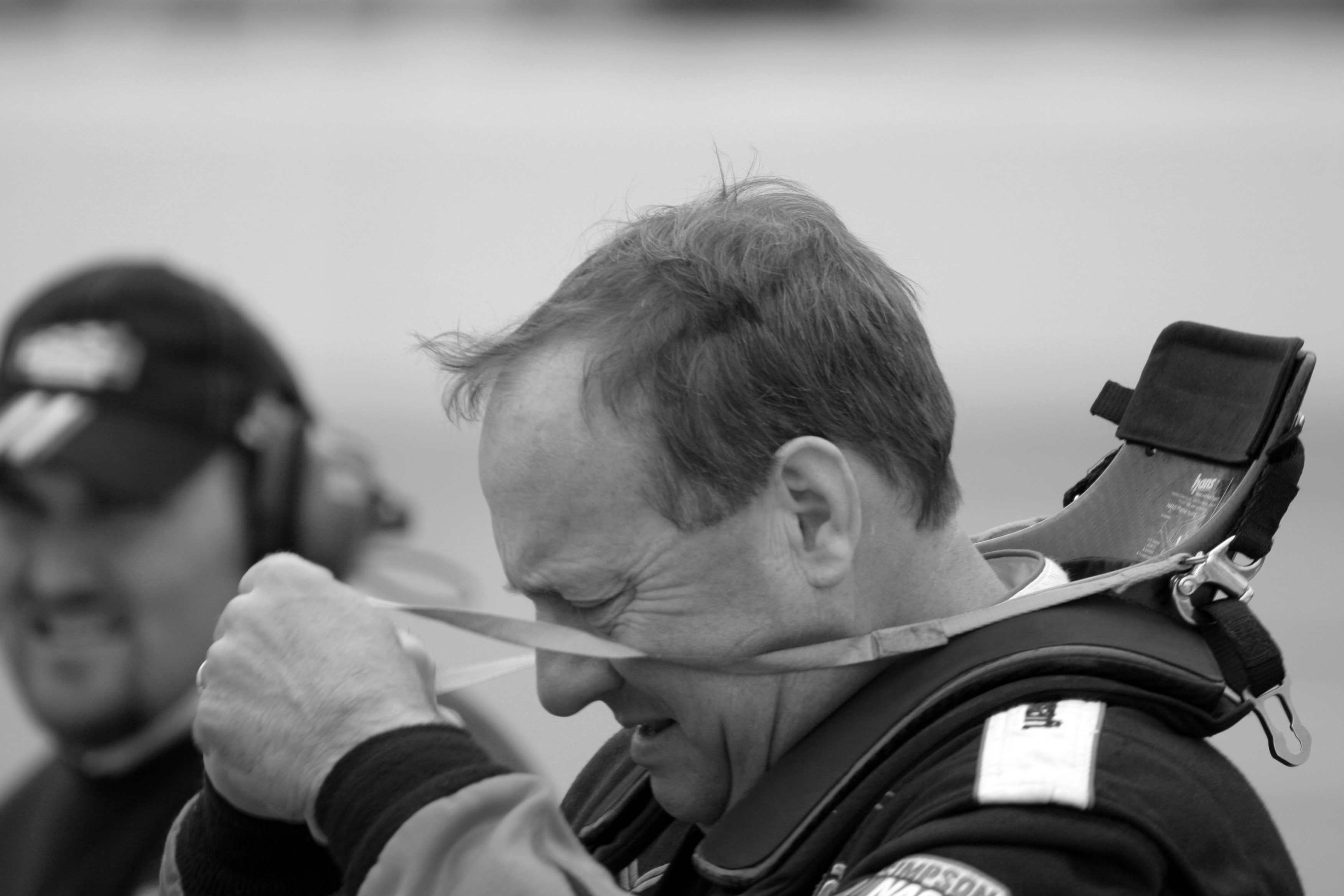
Také jezdci NASCAR jako Ken Schrader používají HANS

HANS  (Head And Neck Support device) je systém ochrany krku a hlavy. Prvek pasivní bezpečnosti jezdce. Jedná se o konstrukci, kterou nese jezdec na svých ramenech a která je pomocí pásků připevněna k přilbě a bezpečnostním pásům. Při nehodě úspěšně brání poškození krční páteře.
Systém HANS se skládá z límce a dvou ramen, které jsou vyrobeny z uhlíkových vláken, vycpávky jsou z lehké pěny.
HANS je umístěn zezadu hlavy jezdce a částečně překrývá přilbu, ke které je přichycen dvěma pásky, které musí umožňovat jezdci volný pohyb hlavy, proto je jejich délka variabilní. Po nástupu jezdce do kokpitu mu HANS připevní i k bezpečnostním pásům. Během nárazu jsou to právě pásky držící přilbu jezdce, které z největšího pohlcují energii, kterou by jinak musela redukovat krční páteř a hlava pilota. Dále také zabraňují nárazu hlavy do volantu či jiné části kokpitu.
Systém HANS byl původně vyvinut již v polovině 80. let Dr. Robertem Hubbardem, který byl profesorem biochemického inženýrství na universitě v Michiganu. Původní verze byla konstruována pro sportovní prototypy, ale její rozměry nevyhovovaly pro monoposty.